# Ovale di Cassini

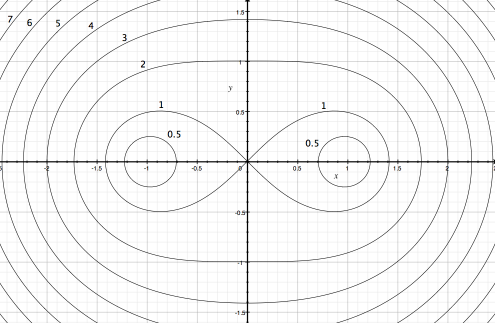
Alcuni ovali di Cassini aventi i fuochi in (-1, 0) e (1, 0). Le curve sono caratterizzate dai valori di b^{2}.

In matematica, un ovale di Cassini è un luogo geometrico di punti {\displaystyle P} del piano tali che, considerati due punti del piano fissati {\displaystyle F_{1}} e {\displaystyle F_{2}} è costante il prodotto della distanza di {\displaystyle P} da {\displaystyle F_{1}} per la distanza di {\displaystyle P} da {\displaystyle F_{2}.} Formalmente, se denotiamo con {\displaystyle d(A,B)} la distanza tra due punti {\displaystyle A} e {\displaystyle B} del piano, i punti di un ovale di Cassini soddisfano l'equazione:
{\displaystyle d(F_{1},P)d(F_{2},P)=b^{2}}
nella quale {\displaystyle b} è un reale positivo. 
I punti {\displaystyle F_{1}} e {\displaystyle F_{2}} sono detti fuochi dell'ovale.
Gli ovali di Cassini prendono il loro nome dall'astronomo Giovanni Domenico Cassini; talora sono chiamati ovali cassiniani.
Se consideriamo che i fuochi siano {\displaystyle F_{1}=(a,0)} e {\displaystyle F_{2}=(-a,0),} per un reale positivo {\displaystyle a,} i punti dell'ovale soddisfano l'equazione:
{\displaystyle ((x-a)^{2}+y^{2})((x+a)^{2}+y^{2})=b^{4}.}
Equazioni equivalenti in coordinate cartesiane sono:
{\displaystyle (x^{2}+y^{2})^{2}-2a^{2}(x^{2}-y^{2})+a^{4}=b^{4}}
e
{\displaystyle (x^{2}+y^{2}+a^{2})^{2}-4a^{2}x^{2}=b^{4}.}
Un'equazione equivalente in coordinate polari è
{\displaystyle r^{4}-2a^{2}r^{2}\cos 2\theta =b^{4}-a^{4}.}
La forma dell'ovale dipende dal rapporto {\displaystyle b/a.} Quando {\displaystyle b/a} è maggiore di 1, il luogo è costituito da un singolo cappio connesso. Quando {\displaystyle b/a} è inferiore a 1, il luogo è costituito da due cappi sconnessi. Quando {\displaystyle b/a=1,} il luogo si riduce a una lemniscata.
Se {\displaystyle a=b,} la curva è razionale, ma in generale l'ovale di Cassini presenta una coppia di punti doppi all'infinito nel piano proiettivo complesso, per {\displaystyle x=\pm i,} {\displaystyle y=1} e {\displaystyle z=0} e nessun'altra singolarità; essa quindi è una curva algebrica piana di genere 1, e quindi è birazionalmente equivalente a una curva ellittica.
Applicando un'omotetia, più precisamente sostituendo {\displaystyle ax} con {\displaystyle x} e {\displaystyle ay} con {\displaystyle y,} otteniamo la famiglia di curve a un parametro caratterizzate dell'equazione
{\displaystyle (x^{2}+y^{2}+1)^{2}-4x^{2}=b^{4}}
che ha come j-invariante
{\displaystyle j=16{\frac {(b^{8}-16b^{4}+16)^{3}}{b^{16}(1-b^{4})}}.}
Si osservi che la definizione dell'ovale di Cassini si può comparare con la definizione di ellisse, curva per la quale è costante, invece che il prodotto delle distanze, la somma delle distanze
{\displaystyle d(F_{1},P)+d(F_{2},P).}